# Groll Adolf
Groll Adolf (Adolphus a Sancto Georgio, keresztneve Georg) (Kremsier, 1682. április 16. – Győr, 1743. november 24.) piarista szerzetes, tanár, filológus, a rend generálisa, győri püspök.

## Élete
Szegény sorsú szülőktől származott. Tizennégy éves korában, 1696. október 4-én lett lett piarista novícius, és két év múlva tette le szerzetesi fogadalmát Leipnikben. A filozófiát és a teológiát a rend saját stúdiumán, Leitomischl-ben és Nikolsburgban tanulta. Eközben különös szorgalommal tanulmányozta az európai és keleti nyelveket, különösen a hébert, amelynek kiváló szakértőjévé vált. Jól ismerte a Talmudot és a rabbinikus irodalmat. A keresztény hit igazságáról héberül írt műve és a zsoltárokhoz fűzött magyarázatai nyomtatásban is megjelentek. Rendjének szokása szerint több gimnáziumban is tanított, Leitomischl-ben, Nikolsburgban és Bécsben, eleinte az alsóbb, majd a felsőbb osztályokban. A tanult, és kiváló szentbeszédeket tartó szerzetesre fölfigyelt Franz Ferdinand von Rummel bécsi püspök (1705–1716), aki gyóntatójául és tanácsadójául választotta, majd annak utódja, Kollonich Zsigmond (immár bécsi érsek), illetve VI. Károly császár is kikérte tanácsait egyházi ügyekben. 1718-tól a bécsi, józsefvárosi (Josefstadt) piarista kollégium rektora lett. Ebben az időben épült föl, és került használatba 1719-ben a piaristák ottani temploma (Maria Treu), amelyet az érsek plébániatemplommá tett.
A piarista rend 1724-ben Rómában tartott egyetemes káptalanján (capitulum generale), ahol a német rendtartomány (Provincia Germaniae) küldötte (vocalis) volt, a rend generálisává választották. (Ő volt ez első, és sokáig egyetlen nem itáliai személy ebben a tisztségben.) Megválasztása után nemcsak a római és naápolyi rendtartományokat vizitálta, hanem vizitációs körutat tett Közép-Európába, így 1726-ban Magyarországon is járt. Miután a következő rendi káptalanon, 1730-ban nem választották újra, VI. Károly császár és magyar király 1733. szeptember 8-án a Győri egyházmegye püspökévé nevezte ki, és ehhez 1734-ben magyarországi honosságot adott neki. Mivel nyelvészként amúgy is számos európai és keleti nyelvet ismert, a magyar nyelvet is sajátította, és körútjai alkalmával e nyelven is hirdette Isten igéjét. Püspökként szoros kapcsolatot ápolt a magyarországi piaristákkal, akiket az egyházmegyei szemináriumban tanárként alkalmazott. Egyházmegyéjének buzgó főpásztora volt, a többek közt szegény plébániák fölsegélésére 90000 forintot adott.
1743. november 24-én hunyt el Győrben. Temetése a győri székesegyházban volt, ahol a gyászbeszédet magyar nyelven Stehenics János kanonok, német nyelven pedig Jaroslaus Kapeller piarista teológus, szemináriumi tanár mondta.

## Művei
- ʿEd ṿe-aluf, Frankfurt, 1709; Halle, 1747. – A mű a zsidók meggyőzésére készült a keresztény hit igazságáról, alapos teológiai és rabbinisztikus felkészültséggel, héber nyelven. – Latin fordítása: Testis et doctor, Viennae, 1709.
- Francken über Francken: das ist: Die Herzlichkeit der edlen Fränckischen Nation in der Kirchen Gottes über die Herzlichkeit eben derselben Nation in der Welt, an dem gewöhnlichen fränkischen Fest-Tag deren heiligen Kiliani, Colonati und Tot, Wien, 1716.
- Predig von dem heiligen Francisco de Sales, Bischoffen und Fürsten zu Genff, des dritten Ordens S. Francisci de Paula, Wien, 1719.
- Rudimenta doctrinae christianae pro ecclesia dioecesi Jauriensi, Jaurini, 1734. – Horvát fordítása: Kratka sprava nauka kerschianzkoga, od veliko miloztiunoga, y veliko poztovanoga gospodina Adolpha, Jurzokoga biskuppa, ford. Juraj Damšić, Wiener Neustadt, 1744. – Reprint: Eisenstadt, 1994, s. a. rend. Alojz Jembrih [Biblioteka pretiskov, 1).
- Psalmi Davidici cum exegesi et phraseologia ad textum Hebraeum praemisso propylaeo psalmodico, Pars 1-2, Vindobonae, 1757.